# Anton Rooskens
Anton Rooskens (Griendtsveen, 16 maart 1906 – Amsterdam, 28 februari 1976) was een Nederlands kunstschilder en metaalleraar op de Don Boscoschool in Amsterdam. Als schilder was hij autodidact.
Hij was een van de oprichters van de Experimentele Groep in Holland, welke later opging in de Cobra-beweging. Rooskens was slechts korte tijd betrokken bij Cobra.
Van de Cobra-schilders was hij de enige met een vaste betrekking, zodat hij zijn medebroeders zoals Karel Appel en Corneille van verf en doeken kon voorzien.
Rooskens schilderde aanvankelijk in een expressionistische stijl, met een duidelijke invloed van Vincent van Gogh. Vanaf 1945 (na zijn verhuizing naar Amsterdam) werden zijn werken experimenteel. Beïnvloed door de eenvoudige, strakke vormen van de volkskunst (met name voorouderbeelden uit Nieuw-Guinea, Afrika en India) ontwikkelde hij zijn eigen uitingsvorm, die bestond uit een kleurig lijnen- en vormenspel. Geheel in de traditie van Cobra zijn fantasiewezens in zijn werk te zien.
In de kantine van de school waar hij werkte, heeft hij diverse werken geschilderd ter versiering van de klaslokalen. Zo heeft hij een hele wand voorzien van een kunstwerk. Die wand werd later afgetimmerd met houten schroten. Toen de school werd afgebroken en de wandschildering weer tevoorschijn kwam, wilde men de muur verplaatsen naar de nieuwbouw aan de overkant van de weg. Vanwege de beschadigingen en de problemen die daar het gevolg van zouden zijn, zag men daar vanaf. De weduwe van Rooskens beschikte nog over ontwerptekeningen van de muurschilderingen, waar men toen een tapijt van hetzelfde formaat van heeft laten weven. Dit tapijt siert nu de gemeenschappelijke hal van de nieuwbouw van het Montessori College Oost in Amsterdam.
Simone Rooskens is zijn dochter.

## Werken
- Danse macabre, 1949, olieverf op linnen, 119 x 145 cm, Stedelijk Museum Schiedam
- Compositie no. 1, 1955, olieverf op linnen, 95,5 x 105 cm, Stedelijk Museum Schiedam